# Parafia św. Jana Chrzciciela w Cegłowie (starokatolicka)
Parafia św. Jana Chrzciciela w Cegłowie – mariawicka parafia diecezji lubelsko-podlaskiej, Kościoła Starokatolickiego Mariawitów w RP.
Siedziba parafii oraz kościół parafialny znajduje się w Cegłowie, w gminie Cegłów, powiecie mińskim, województwie mazowieckim. Proboszczem parafii jest kapłan Piotr Maria Grzegorz Dróżdż.

## Historia

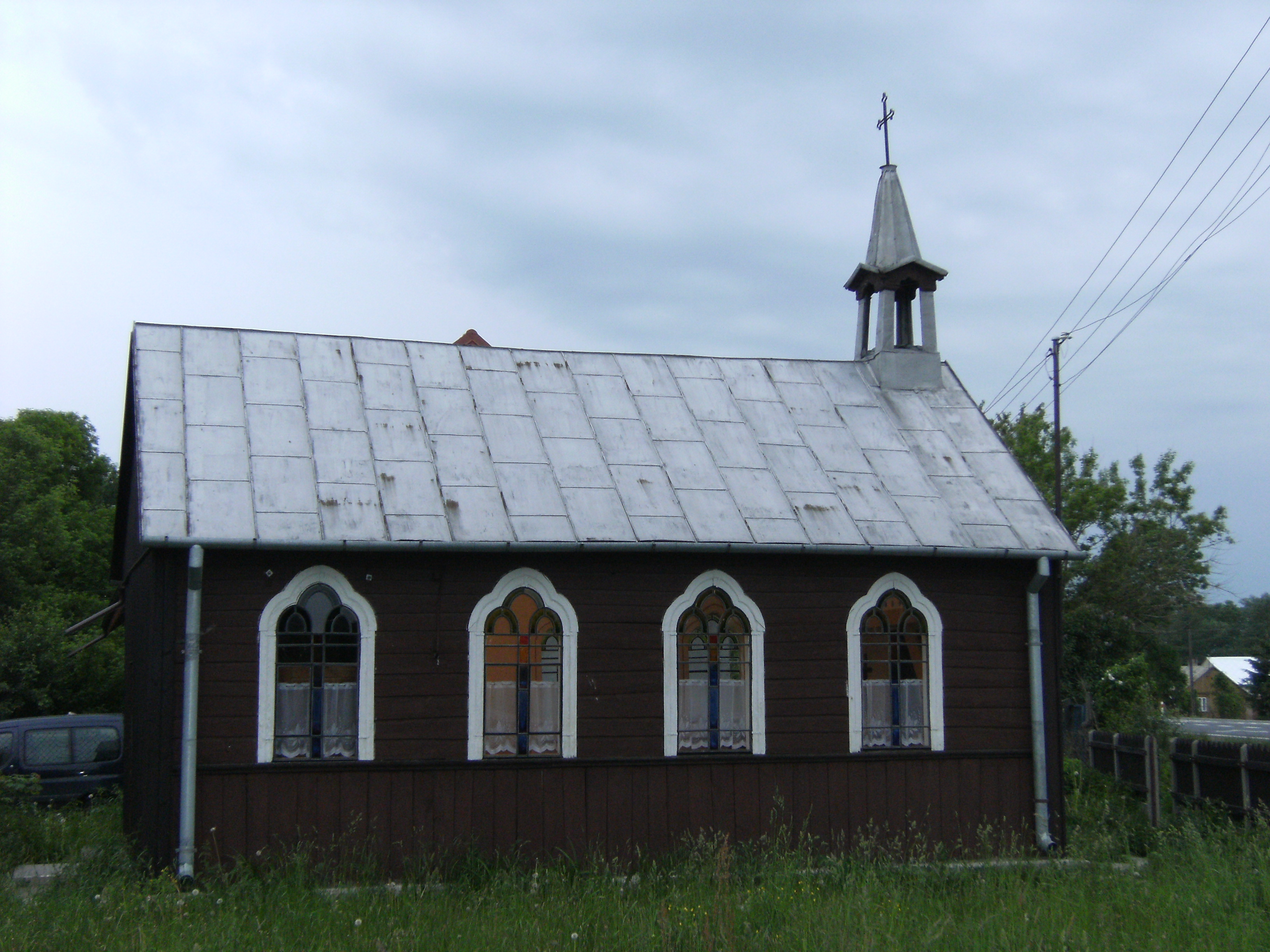
Kaplica filialna w Jędrzejowie Nowym

W 1902 doszło w Cegłowie do rozłamu religijnego. Ówczesny proboszcz, ks. Bolesław Wiechowicz przeszedł do wspólnoty mariawitów, a za nim uczyniła to większość parafian. Jedynie dwie rodziny pozostały przy Kościele rzymskokatolickim. Pod naporem większości musiały oddać świątynię. Wtedy o nią zaczęli walczyć warszawscy kolejarze, którzy budując szlak kolejowy Warszawa – Terespol, kwaterowali w Cegłowie i okolicy. Tłumnie przyjeżdżali co niedzielę do świątyni i uczestniczyli w Mszy św. celebrowanej przez księdza przyjezdnego. W ten sposób przywracali parafii katolickość. Do tej pory miejscowi parafianie uważają kolejarzy sprzed prawie stu lat za bohaterów i obrońców wiary. Ostatecznie po ekskomunice Piusa X, wielu parafian powróciło na łono Kościoła rzymskokatolickiego. Na potrzeby społeczności mariawickiej wybudowano w 1906 duży neogotycki kościół parafialny. Obecnie cegłowska parafia, jest jedną z większych parafii tego wyznania na Mazowszu. Tereny Cegłowa i okolic były bardzo silnie związane z mariawityzmem czego świadectwem jest do dzisiaj okazały cmentarz parafii mariawickiej. Obok prężnej działalności gospodarczej parafia mariawicka prowadziła działalność socjalną i oświatową.
Oficjalne powołanie parafii w Cegłowie miało miejsce 5 lipca 1909, kiedy to zebrało się pierwsze Ogólne Zebranie parafian, w którym brało udział bagatela 1543 osoby, mające prawo głosu. Podczas tego zebrania wybrano proboszcza parafii, którym został ks. Bolesław Wiechowicz, a na jego pomocnika wyznaczono ks. Józefa Szymanowskiego. Wybrano również pierwszy Zarząd w składzie: Zygfryd Horbatowski oraz Józef Jędrejas.
W 1917 w gminie Cegłów istniały świątynie mariawickie (oprócz kościoła w Cegłowie) w: Pełczance (kaplica murowana), Mieni, Rudniku, Skwarnem, Rososzy, Kiczkach (kaplica domowa), Piasecznie (obecnie parafia) i Skupiu.
Do niedawna istniał duży budynek drewniany przedwojennej szkoły prowadzonej przez parafię, której absolwenci mogli iść do gimnazjum. Po wojnie szkoła była użytkowana jako szkoła gminna do 1959. W pobliżu kościoła mariawickiego, w miejscu gdzie kiedyś stał budynek szkoły, umieszczony jest pomnik w postaci wielkiego kamiennego głazu. W 1983 postawiono murowany dom parafialny.

### Proboszczowie parafii na przestrzeni dekad[3]
- 1902–1924 – kapł. Bolesław Maria Łukasz Wiechowicz
- 1924–1930 – kapł. Tadeusz Maria Władysław Bucholc
- 1931–1933 – kapł. Franciszek Maria Anioł Miazga
- 1933–1935 – kapł. Roman Maria Cyryl Źmudzki
- 1935–1947 – kapł. Tadeusz Maria Władysław Bucholc
- 1948–1986 – kapł. Mieczysław Maria Konrad Kołak
- 1986–1992 – bp Antoni Maria Roman Nowak
- od 1992 – kapł. Piotr Maria Grzegorz Dróżdż

## Nabożeństwa
Kościoły i kaplice parafialne (z odległościami od kościoła parafialnego):
- Cegłów:
  - Nabożeństwa niedzielne
  - Nabożeństwo w dni powszednie
  - Adoracja tygodniowa
  - Adoracja miesięczna – 24. dnia każdego miesiąca
- Jędrzejów Nowy (5,7 km):
  - Nabożeństwo niedzielne w drugą niedzielę miesiąca
  - Adoracja miesięczna – 30. dnia każdego miesiąca i w ostatni dzień lutego
- Krzywica (7,7 km):
  - Nabożeństwo niedzielne w pierwszą niedzielę miesiąca
- Łękawica (6,8 km):
  - Nabożeństwo niedzielne w trzecią niedzielę miesiąca
- Świętochy (8,8 km):
  - Nabożeństwo niedzielne
- Zglechów (7,2 km):
  - Nabożeństwo niedzielne